# Сидоренко, Владислав Романович
Владисла́в Рома́нович Сидо́ренко (укр. Владислав Романович Сидоренко; 24 октября 1997, Дергачи) — украинский футболист, защитник клуба «Мариуполь».

## Биография
Родился в городе Дергачи Харьковской области. В ДЮФЛУ с 2010 по 2014 год выступал за «Металлист». С 2014 по 2016 год выступал за юношескую (U-19) команду харьковчан.
В начале июля 2016 года перешёл в «Солоницовку», в составе которого выступал в чемпионате Харьковской области. В конце февраля 2017 года перебрался в «Ворсклу», где в течение полутора сезонов выступал за молодёжную команду клуба.
В середине июля 2018 года подписал контракт с «Кремнем». В футболке кременчугского клуба дебютировал 22 июля 2018 года в победном (2:0) выездном поединке 2-го тура группы Б Второй лиги Украины против новокаховской «Энергии». Владислав вышел на поле на 89-й минуте, заменив Дениса Белоусова. Первым голом в профессиональной карьере отличился 13 апреля 2019 на 31-й минуте победного (3:2) домашнего поединка 19-го тура группы Б Второй лиги Украины против «Никополя». Сидоренко вышел на поле в стартовом составе и отыграл весь матч. За полтора сезона, проведенные в «Кремени», сыграл 44 матча (2 гола) в чемпионатах Украины, а также 3 матча (1 гол) в кубке Украины.
В середине февраля 2020 года заключил договор с «Балканами». В футболке звездского клуба дебютировал 15 июля 2020 года в проигранном (1:4) домашнем поединке 24-го тура Первой лиги Украины против луцкой «Волыни». Владислав вышел на поле на 46-й минуте, заменив Романа Николишина. В 2020 году сыграл 12 мтчей в чемпионате Украины и 1 поединок в кубке Украины.
В конце июля 2021 года вернулся в «Кремень». В футболке кременчугского клуба дебютировал 24 июля 2021 года в победном (2:0) домашнем поединке 1-го тура Первой лиги Украины против «ВПК-Агро». Сидоренко вышел на поле в стартовом составе и отыграл весь матч. В первой половине сезона 2021/22 сыграл 17 матчей в Первой лиге Украины.
В середине января 2022 года перешёл в «Прикарпатье».